# Pseudicius philippinensis
Pseudicius philippinensis är en spindelart som beskrevs av Prószynski 1992. Pseudicius philippinensis ingår i släktet Pseudicius och familjen hoppspindlar. Inga underarter finns listade i Catalogue of Life.